# (12259) Szukalski
(12259) Szukalski – planetoida z pasa głównego asteroid okrążająca Słońce w ciągu 3 lat i 92 dni w średniej odległości 2,19 au. Została odkryta 26 września 1989 roku w Europejskim Obserwatorium Południowym przez Erica Elsta. Nazwa planetoidy została nadana na cześć urodzonego w Polsce a pracującego w Antwerpii rzeźbiarza Charlesa Alberta Szukalskiego (1945-2000). Przed nadaniem nazwy planetoida nosiła oznaczenie tymczasowe (12259) 1989 SZ1.